# Suła (dopływ Dniepru)
Suła (ukr. Сула) – rzeka na Ukrainie, lewy dopływ Dniepru.
Jej źródła znajdują się na południowo-zachodnim skraju Wyżyny Środkoworosyjskiej na terytorium Ukrainy. Płynie przez Nizinę Naddnieprzańską, wpada do Zalewu Kremieńczuckiego. Długość rzeki wynosi 310 km, powierzchnia dorzecza - 18 100 km².
Największe dopływy:
- prawe - Tern, Romen, Łochwycia, Udaj
- lewe - Śleporód, Orżycia